# Leopoldamys edwardsi
Leopoldamys edwardsi és una espècie de mamífer rosegador de la família dels múrids. Viu a altituds de fins a 1.400 msnm a l'Índia, Laos, Malàisia, Myanmar, Tailàndia, el Vietnam i la Xina. Els seus hàbitats naturals són els boscos i els marges dels boscos. És una espècie en risc mínim, és a dir, no sembla que hi hagi cap amenaça significativa per a la seva supervivència. Aquest tàxon fou anomenat en honor del paleontòleg francès Alphonse Milne-Edwards.